# Daniel Navarro
Pour les articles homonymes, voir Navarro (homonymie) et García.
Navarro  García est un nom espagnol. Le premier nom de famille, en général paternel, est Navarro ; le second, en général maternel, souvent omis, est García.
Daniel Navarro García (né le 18 juillet 1983 à Salamanque), est un coureur cycliste espagnol, professionnel de 2005 à 2023. Considéré comme un grimpeur, il a notamment remporté une étape du Tour d'Espagne 2014.

## Biographie
Daniel Navarro débute chez les professionnels en 2005 dans l'équipe Liberty Seguros. De 2007 à 2010, il court pour l'équipe Astana. Il remporte sa première victoire professionnelle en s'imposant en solitaire lors de la cinquième étape du Critérium du Dauphiné 2010.
Navarro suit Alberto Contador chez Saxo Bank Sungard en 2011. Il remporte en 2012 la 3e étape du Tour de l'Ain et termine troisième au général.
Le 17 août 2012, la Cofidis annonce la signature pour les deux prochaines saisons de Daniel Navarro.
En 2014, Navarro réalise une belle saison avec une 9e place obtenue lors d'un Critérium du Dauphiné très disputé, mais est contraint à l'abandon, malade, quelques semaines plus tard lors de la 13e étape du Tour de France 2014, alors qu'il figurait à la 37e place du classement général. Le 23 août, il prend le départ du Tour d'Espagne en tant que leader de l'équipe Cofidis. Souvent aux avants-postes de la course, il parvient à s'extirper dans le final de la 13e étape pour s'imposer devant Daniel Moreno et Wilco Kelderman, offrant à son équipe sa première victoire en UCI World Tour depuis 2012. Navarro termine finalement dixième du général, après avoir cédé la neuvième place à Damiano Caruso dans le contre-la-montre final.
Initialement présélectionné pour les championnats du monde 2014, il est retenu pour la course en ligne.
En 2015, il voit son début de saison perturbé par des chutes et leurs conséquences : deux fractures de côtes au Tour d'Andalousie puis deux autres fractures, à l'omoplate gauche et à la rotule gauche, au Tour de Catalogne.
Au mois d'août 2018, la presse sportive annonce qu'il quitte l'équipe continentale professionnelle française Cofidis pour rejoindre la formation Team Katusha Alpecin. Il y aura notamment pour rôle d'épauler Ilnur Zakarin tout en ayant l'opportunité de pouvoir jouer sa carte personnelle sur certaines épreuves.
En 2019, il et chute abandonne lors de la 4e étape du Tour d'Italie. Il souffre d'une fracture de la clavicule droite et trois côtes ont perforé ses poumons, provoquant une contusion pulmonaire avec un hémothorax et un pneumothorax dans les parties supérieure et inférieure du poumon.
En 2020, il rejoint l'équipe Israel Start-Up Nation, mais n'est pas conservé à l'issue de la saison. Le 12 mars 2021, il rejoint l'équipe de deuxième division espagnole Burgos-BH. En fin de contrat en fin d'année, celui-ci est prolongé jusqu'en fin d'année 2022.
Il arrête sa carrière de coureur à la fin de l'année 2023.

## Palmarès

### Palmarès amateur
- 2000
  - 2e du championnat d'Espagne sur route juniors
- 2003
  - Antzuola Saria
- 2004
  - Premio Sallurtegui
  - Leintz Bailarari Itzulia
  - 2e du Tour de Palencia
  - 3e de la Klasika Lemoiz

### Palmarès professionnel
- 2008
  - 4e du Tour d'Allemagne
  - 5e du Tour de Catalogne
- 2010
  - 5e étape du Critérium du Dauphiné
- 2012
  - 5e étape du Tour de l'Ain
  - 3e du Tour méditerranéen
  - 3e du Tour de l'Ain
- 2013
  - Tour de Murcie
  - 5e du Critérium du Dauphiné
  - 9e du Tour de France
- 2014
  - 13e étape du Tour d'Espagne
  - 9e du Critérium du Dauphiné
  - 10e du Tour d'Espagne
- 2018
  - 2e de la Route d'Occitanie
  - 9e du Critérium du Dauphiné
- 2023
  - 1re étape (a) du Grand Prix Beiras et Serra da Estrela (contre-la-montre par équipes)

## Résultats sur les grands tours

### Tour de France
9 participations
- 2007 : exclusion de l'équipe Astana (16e étape)
- 2010 : 49e
- 2011 : 62e
- 2013 : 9e
- 2014 : abandon (13e étape)
- 2015 : 66e
- 2016 : abandon (19e étape)
- 2017 : 27e
- 2018 : 45e

### Tour d'Italie
5 participations
- 2006 : 91e
- 2009 : 31e
- 2011 : 44e
- 2019 : abandon (4e étape)
- 2020 : 48e

### Tour d'Espagne
9 participations
- 2009 : 13e
- 2012 : 55e
- 2014 : 10e, vainqueur de la 13e étape
- 2015 : 30e
- 2017 : 81e
- 2019 : 40e
- 2021 : 24e
- 2022 : 44e
- 2023 : 39e

## Classements mondiaux
| Année                                 | 2008 | 2009 | 2010 | 2011 | 2012 | 2013 | 2014 | 2015 | 2016 | 2017 | 2018 | 2019  | 2020 | 2021 | 2022 | 2023  |
| ------------------------------------- | ---- | ---- | ---- | ---- | ---- | ---- | ---- | ---- | ---- | ---- | ---- | ----- | ---- | ---- | ---- | ----- |
| UCI ProTour                           | 16e  |      |      |      |      |      |      |      |      |      |      |       |      |      |      |       |
| Calendrier mondial                    |      | 121e | 191e |      |      |      |      |      |      |      |      |       |      |      |      |       |
| Classement mondial                    |      |      |      |      |      |      |      |      | 228e | 591e | 566e | 1125e | 459e | 652e | 819e | 1084e |
| UCI Europe Tour                       |      |      |      |      |      | 148e | 516e | nc   | 521e | 838e | 476e | 796e  | 377e | 521e | 617e | nc    |
| UCI Asia Tour                         |      |      |      |      |      | nc   | nc   | nc   | nc   | nc   | 148e |       |      |      |      |       |
|                                       |      |      |      |      |      |      |      |      |      |      |      |       |      |      |      |       |
| Légende : nc = non classéSource : UCI |      |      |      |      |      |      |      |      |      |      |      |       |      |      |      |       |